# الناصر بن شهرة
الناصر بن شهرة أو بن ناصر بن شهرة (1804م - 1884م)، قائد وزعيم ومقاوم الاحتلال الفرنسي للجزائر خلال القرن 19م. ينتمي إلى قبيلة المعامرة والحجاج الذين ينتمون بدورهم إلى الأرباع.
هو شيخ قبائل الأرباع الهلالية بنواحي مدينة الأغواط، ذلك الرجل الذي دام كفاحه ضد الاحتلال الفرنسي أكثر من أربع وعشرين سنة (1267-1292هـ/1851-1875م)
ولد الناصر بن شهرة بعشيرة الأرباع من قبائل بني هلال قرب الأغواط عام 1804 وكان أبوه شهرة وجده فرحات قائدين وشيخين بالتوالي على الأرباع فنشأ بن شهرة في جو ملؤه الحياة العربية القحة بما يروي فيها من أخبار الفروسية والكرم وأحداث الكر والفر في الحرب والنزال متمسكا بسيرة أسلافه شيوخ الأرباع وزعماء الصحراء منتمياً إلى الطريقة القادرية.

## ملخص جهاده
استهل جهاده منذ عام 1851م، فاعتقل ب معسكر قرب «بوغار» غادرها متخفيا في 5 سبتمبر 1851م، التحق بالشريف محمد بن عبد الله بالرويسات (ورقلة) وقام بالتنسيق معه. استمات في الدفاع عن مدينة الأغواط وقصورها وكذا وورقلة. لجأ إلى «نفطة» وتوزر بالجريد التونسي وفي تونس ربط علاقات عديدة باللاجئين الجزائريين وأخذ من هناك يشن الغارات على الأعوان الفرنسيين. وعندما اندلعت مقاومة أولاد سيدي الشيخ عام 1864 عاد إلى الجزائر متخفيا ودخل إلى ورقلة واتصل بسي الأعلى يوم 06 أوت في طاقين واشترك معه في عدة معارك. رجع إلى ورقلة بصحبة سي الأعلى عام 1865م وبعدها إلى المنيعة وعين صالح لتجنيد الناس وامتدت حركته إلى عين ماضي. وخلال كفاحه بالجزائر لم يقطع صلاته بتونس حيث كان يتردد عليها لجمع الأنصار وتدبير الخطط وتوفير الذخائر والمؤن.
كان من المشاركين في مقاومة المقراني والحداد عام 1871 وكانت جبهة عمله الصحراء الشرقية، وبعد إلقاء القبض على بومزراق زعيم المقرانيين يوم 20 يناير 1872 قرب الرويسات أخذ ابن شهرة يواصل نشاطه من الجريد ونفزاوة إلى أن أرغمه باي تونس على الرحيل، فتوجه إلى بيروت إلى أن توفي عام 1884
الناصر بن شهرة: يعد من أبرز وجوه المقاومة في الجزائر ولكن لم يتناول بالدراسة والاهتمام الكافيين رغم أن فترة كفاحه تعد الأطول من بين كل الثورات الشعبية في الجزائر بأكثر من 25 عاما من الجهاد المتواصل فلقد شارك في ثورات شعبية عديدة منها:
- ثورة أولاد سيدي الشيخ بالبيض.
- ثورة الشريف بن عبد الله في ورقلة ومتليلي.
- ثورة بوشوشة وثورة محي الدين ابن الأمير عبد القادر.
- ثورة المقراني في بلاد القبائل.

ولم يضع السلاح إلا بعد أن انتهت كل الثورات الشعبية وعمره يزيد عن السبعين عاما.

## تفاصيل نشاطه
تزوج الشيخ الناصر بن شهرة في شبابه بكريمة السيد أحمد بن سالم سلطان مدينة الأغواط –قبل الاحتلال- فأنجبت له بنتاً، ولم حل المستعمرون بنواحيهم رفض المترجم له البقاء تحت ضل الاحتلال الفرنسي وأخذ يفكر باحثاً عن المكان الذي يساعده على حمل السلاح في وجه العدو، فاختار التعمق في أرض الصحراء وانتقل إليها عام (1267هـ/1851م) حيث اتصل بسلطان مدينة ورقلة وهو من قبيلة المخادمة واتفق معه على القيام بالكفاح المسلح ضد الغزاة المحتلين وتزوج بنته (الياقوت) فأنجبت له ولدين هما محمد وابن شهرة –سماه باسم أبيه- وتوفيت أمهما الياقوت فتزوج ثالثاً ب (نوة) أخت السيد مولاي عبد القادر الادريسي، فأنجبت له ولدين أيضاً وهما فرحات ويحي وثلاث بنات.
ويذكر من رأى شخصه وعرفه ذاتا وصفه أنه كان أشقر اللون أحمر الشعر، كثيف شعر الحاجبين، سريع الخطى، ماهراً في الرماية يضرب بالرصاص فيصيب الهدف سواء كان أمامه أو من خلفه ويعتم مثل الأمير عبد القادر ويلبس الحايك من الصوف ويحتذي الحذاء الطويل. وإذا حمي وطيس الحرب تلثم بلثامه. كان عالما بدقائق أرض الصحراء وفسيح فضائها ويابسها حتى قال فيه المؤرخ الفرنسي (لوي رين): «كان الناصر بن شهرة الملاح الحقيقي للصحراء».
وكان من أنصاره أقاربه من قبيلة المعامرة وهم بنوعمه والحجاج. وأكثرهم من قبيلة (الحرازلية) وقد وجد التأييد في تونس وخاصة جنوب صحرائها خاصة الزاوية الرحمانية التي كان يرأسها (الشيخ مصطفى بن محمد بن عزوز الجزائري) والد العلامة البحر الشيخ محمد المكي بن عزوز ابن اخت الشيخ (أبي القاسم الحفناوي) وقد كانت هذه الزاوية في ذلك العصر ملجأ وملاذاً لثوار الجزائر الفارين من الاستعمار.
يقول رين: (في نفطة كان الناصر بن شهرة الذي خلف أباه كآغا على الأرباع سنة 1846 م، يقوم منذ سنة 1851 م بحرب مستمرة ضدنا في الصحراء الشرقية ولم يترك سنة واحدة لم يهاجمنا فيها أو يهاجم قبائلنا التي رضخت لنا)

### ثورة الناصر بن شهرة
بدأ يعد للثورة سنة 1846 اعتقل سنة 1851م ووضع تحت الإقامة الجبرية رفقة عدد كبير من أتباعه من رجال الأرباع في محتشد قريبا من (بوغار) سرعان ما ان فر منه.
وفي آخر شهر ذي القعدة (1267هـ/50 سبتمبر 1851م) اتصل بن ناصر بن شهرة بالمجاهد البطل شريف بلدة ورقلة السيد محمد بن عبد الله فاتفق معه على الجهاد ثم رجع إلى الشمال الشرقي واستولى على قرية قصر الحيران (11 شوال 1268هـ/31 جويلية 1852م).
ويومئذ وفد عليه أعيان رجال الصحراء الأشاوس مثل (السيد يحيى بن عمر) أحد شيوخ الأغواط والسيد (الشريف ابن الأحرش)الذي كان خليفة عبد القادر الجزائري ثم صار- باش آغا على عشائر أولاد نايل، وكان هذا اللقاء في مكان اللقحات في أرض الشبكة قرب (بريان) وذهب ابن شهرة مع شيخ ورقلة الشريف محمد بن عبد الله إلى المدينة (القرارة) للتسليح والتموين.
واستقر بالجنوب التونسي بانتظار تطور الأحداث ليستأنف الجهاد وأخذ من هناك يشن الغارات على أذناب فرنسا داخل الحدود الجزائرية وشارك الشريف محمد بن عبد الله في معاركه ضد القوات الفرنسية ب (نقوسة، بريزينة، الرويسات نوفمبر 1853م).
وفي نهاية شهر ماي 1856م، علمت السلطة العسكرية بمدينة تبسة، بتواجد الشريف الثائر ابن ناصر بن شهرة عند أولاد رشاش، حيث قصدهم في شتاء سنة 1855م، وطلب منهم قرى الضيف، فاستضافوه.
فأثار تواجده في تلك المنطقة الحدودية قلقها، فقد أعتبر حسب رواية نص «كاستيل»:... تواجد ناصر بن شهرة عند اللمامشا، يعد بمثابة التحريض على الثورة؛ إذ لم تفع الضرائب إلا فرقة واحدة من العلاونة؛ أما البقية مثل أولاد رشاش، فمكثوا بعيدا، وترقبوا تطور الأحداث.
ويضيف: إن أهم شئ برع فيه ابن ناصر بن شهرة، الذي كان مفتونا بالأهمية التي أعطيت له، هو معاداته لنا. لقد رفض أن يبرح اللمامشا، ومن جهتهم، اتبع هؤلاء تقليدا قديما في القبيلة، ينص على وجوب استقبال كل من التجأ إليهم كمثل الأخ سواء أكان غريبا أم عدوا، وحمايته من طرف الجميع. وبما أنهم رفضوا خيانة عهد الضيافة الذي أعطوه له، اصطحبوه بعيدا عنا.
عندئذ اغتنم بعض سيئي النية الفرصة، وامتنعوا عن دفع الضريبة.
كان من بينهم شيخ الزراما، أمحمد بن الحفصي؛ فألقي عليه القبض، عزل، وقسمت مشيخته إلى مشيخة أولاد سليمان، ومشيخة الفراحنة. وعين على رأس كل منها شيخ.
ويتبين من هذه الرواية أن الثأر الجزائري ابن ناصر بن شهرة استعان بأتباعه في منطقة الجريد التونسي في جلب الأسلحة والذخيرة الكافية، وإعداد ماستطاع من قوة لإرهاب عدوه. فقد ذكرت أن: في نفس الفترة، دخلت إلى إقليم المامشا قافلة أسلحة، وذخيرة حربية، وسلع مهربة، كانت قادمة من تونس.
وخوفا من أن تكون القافلة موجهة إلى ابن ناصر بن شهرة، فقدم على إعلان الثورة فعلا، بينما قوات الدائرة كانت منشغلة في بلاد القبائل من جهة سطيف؛ فهاجمها الرائد بونفالي يوم 24 ماي، على رأس قوة تتألف من 47 جنديا صبايحيا، و20 فارسا مستأجرا من الأهالي. فاستولى عليها، ووجد بها 400 بندقية و5 قناطير من الذخيرة الحربية، وسلع مختلفة. كانت القوافل مرفقة بالسوافة، وأناس من تماسين، من أتباع الشيخ محمد العيد زعيم طريقة الأحباب الصوفية، الذي كان في طريقه إلى مكة لأداء فريضة الحج. فأعيدت السلع إلى أصحابها، بهدف الاستفادة من نفوذ هاته الشخصية الدينية في الصحراء، بينما صودرت الأسلحة والذخيرة.
وفي شهر جوان 1856م، ثار ابن ناصر بن شهرة مع أولاد رشاش على رأس 200 فارس، هاجم القوات الفرنسية في منطقة تبسة.
فقرت القيادة العسكرية بتبسة عدم مواجهته نظرا لأنها كما مر معنا، كانت في حال ضعف. واكتفت فقط بمراقبة حركاته عبر حامياتها المتمركزة في المناطق الإستراتيجية، ونشر العساكر في أهم المنافذ كي لا يفلت منها. لأجل هذا الرائد «ميشال» على رأس ثلاث كواكب من الخيال للتخييم في نواحي عين متوسة، لمنعهم من التنقل إلى الصحراء خلال فصل الشتاء، ومحاصرتهم في الجبال، ليهلك بالثلج، والبرد قطعانهم الكبيرة.
هذا بالإضافة إلى فرض حصار تجاري محكم عليهم، وحرمانهم من ارتياد الأسواق الأسبوعية كي لا يتزودوا بالمؤن والسلع الضرورية. وعندما دفع الزعيم ابن ناصر بن شهرة أتباعه في يوم 18 جويلية، إلى النزول من جبل محمل، لمعاقبة الفرق الأهلية التي دخلت في طاعة فرنسا، أمرت السلطات العسكرية قواتها بتبسة، ولعض المناطق القريبة إلى غزو بعض دواويرالفرق الثائرة، والتنكيل بأهلها عسى أن يحول ذلك بينهم وبين المقاومة، ويدفعهم إلى الإذعان لفرنسا.فقد:.... أعطيت الأوامر لغزو أقرب دوارين لأولاد رشاش، بواسطة السرايا المعسكرة في تافرانت عند الحراكتا، وبمساعدة السريتين القادمتين من باتنة، وصبايحية المكتب العربي بتبسة.
فالتقت في الوقت ذاته، ثلاث فرق عسكرية عند مخيمات أولاد رشاش؛ قدمت الفرقة الأولى من تبسة بقيادة الرائد «بونفالي»، والثانية من عين البيضاء بمعية جنود فرقة قناصة أفريقيا، بينما زحفت الفرقة الثالثة من خنشلة.
انتهت تلك المواجهة بحسب إحدى الروايات الفرنسية التي اكتفت فقط بذكر خسائر الجزائريين، باستشهاد 50 ثائرا، وفقدان 150 خيمة، ومصادرة 2500 خروف.
واضطر أولاد رشاش، أمام تلك الخسائر في الأرواح والأموال، إلى الإعلان عن قبولهم: شروط الحاكم العام، وطلبوا الصفح عنهم. فتم لهم ذلك في شهر ديسمبر 1857م، ودخلت تحت سلطتنا كل خيامهم البالغ عددها 110 خيمة.
ودفعوا على الفور 14 ألف فرنك كضريبة حرب، وأخذنا منهم رهائن، حتى يسددوا ضرائب السنوات الماضية.وبعد سنتين، دفعوا كل الضرائب المفروضة عليهم، أي 44,500 فرنك، ووضعت حدود إقليمهم.
يمنك القول من خلال ما سبق أن أهل تبسة كانوا دوما على أهبة الاستعداد للانتفاضة؛ فكلما حل بينهم زعيم من زعماء المقاومة الشعبية إلا ونصروه. كما نعتبر خضوعهم وقبولهم بالتنظيم الإداري الاستعماري كان في الواقع خضوعا تكتيكيا.
وفيما يخص هذه الرواية عن ثورة أولاد رشاش، نلاحظ بأنها لم تخرج عن أسلوب الروايات التاريخية الفرنسية في التأريخ للمقاومات الشعبية الجزائرية، حيث تقدم عن خسائر الجزائريين، ولا تذكر خسائر جيش الاحتلال. بالإضافة إلى استخدام هذا الأخير الأسلوب نفسه الذي كان يستخدمه جيش الاستعمار الروماني في إخماد الثورات الشعبية في بلادنا. حيث كان يشرك الحاميات العسكرية المتواجدة قرب مواطن الثورة، ويقحم فرسان جزائريين من خارج الإقليم الذي اندلعت فيه.
-و في صيف سنة 1281هـ/1864م انتقل متخفياً إلى ورقلة، واتصل بالسيد (العلا) من أولاد سيدي الشيخ فاشتركا في قيادة الثورة.
كانا في يوم (02 ربيع الأول- 06 أوت 1864م) على رأس جيش كبير من الفرسان حيث كان عددهم لا يزيد عن 15000 فارس وتقدمو إلى أرض (طاقين) وهنالك وقعت معركة كبيرة ضد جيوش الاحتلال وفي يوم (19 جمادي الأول -21 أكتوبر 1864م). انتقل ابن شهرة رفقة مرافقيه من أولاد سيدي الشيخ والأرباع، إلى ناحية (وادي النساء) جنوب (بريزينة) للاتصال بسيدي الحاج الدين بصحراء الساورة.
وأصبح هو والأنصار يمثلون قوة كبيرة في المنطقة فأضعفتهم فرنسا بقطع صلتهم عن القوافل حتى تعبوا. وفي سنة (1282هـ/1864م)رجع ابن ناصر بن شهرة وسي العلا إلى مدينة ورقلة.
وفي ربيع سنة (1283هـ/1866م) توجه (بن ناصر بن شهرة وسي الزبير وابن أخيه سي أحمد بن حمزة) -من زعماء ثورة سيدي الشيخ- إلى مدينة المنيعة.
ومنها انتقل ابن شهرة إلى عين صالح لتجنيد المجاهدين من - توات والشعانبة ومن الطوارق أيضا- وفي شهر شوال (1285هـ/جانفي 1869م) اشتعلت نار الحرب بعين ماضي وكانت هناك معركة هائلة بين قوات الاستعمار والجيش الجزائري البطل الذي لم يتجاوز عدده في هذه المعركة 3000 فارس وألفا من المشاة بسلاحه العتيق البالي.
وفي شهر ذي الحجة 1285هـ –مارس- 1869 م التحق البطل ابن شهرة بالبطل بوشوشة الذي كان قائد جيش (الشعابنة ومتليلي وشعانبة المواضي بالمنيعة وأهل توات)، وكان معه ثلة من المجاهدين.
فالتقيا في قرى (المخرق وقنيفيد على الضفة اليسرى لوادي امزي) فانضموا كلهم إلى بوشوشة وفيها كان الاستلاء على مدينة المنيعة وطرد قائدها (جعفر المعين) من طرف السلطة الفرنسية.
وفي بلدة نفطة جنوب غربي تونس اجتمع ابن شهرة باخوانه في الإجهاد ومن ضمنهم المجاهد (محي الدين بن الأمير عبد القادر) وأولاد البطل الشعانبي السوفي (بوطيبة بن عمران) و(محمد بوعلاق التونسي) وجميعهم كان في ضيافة وتأييد الشيخ مصطفى بن محمد بن عزوز الجزائري رئيس الزاوية الرحمانية هناك.
انتشرت رسائل ابن شهرة ومحي الدين بن الأمير عبد القادر التي أرسلاها إلى القبائل والعشائر الجزائرية لحثها على الجهاد، والتحقت يومئذ الأرباع بقائدها ابن ناصر بن شهرة ملبية الدعوة قال رين: «أرسل إلينا الرؤساء الموالون أعدادا كبيرة من هذه الرسائل، وقد تجمع لدى القائدالعسكري لناحية بسكرة نحو (44 رسالة) كلها محفوظة في وثائق بسكرة».
وكان على بعضها ختم الأمير محي الدين وعلى بعضها ختم ابن ناصر بن شهرة، فمنها ما كان مرسلاً إلى رئيس زاوية (تماسين)، ومنها ما أرسل إلى السيد (باي آغا) تقرت وورقلة وإلى رؤساء وأعيان الطرود بسوف وإلى الأغواط ومتليلي وميزاب وإلى الشريف (بوشوشة) وإلى المخادمة والشعانبة وغيرهم...
وفي شهر صفر (1287هـ/مايو 1870م) استقر بن شهرة صحبة رفيقه الأمير محي الدين بعين صالح ومعهما ثوار الصحراء الشرقية وهناك التقت جيوشهما بجيوش الشعانبة بقيادة بوشوشة، وثوار أولاد سيدي الشيخ بزعامة سي الزوبير، وكانت الثورة مشتعلة في الشمال بقيادة المجاهد الحاج محمد بن الحاج أحمد المقراني والشيخ ابن الحداد رئيس الزاوية الرحمانية في صدوق تحت قيادة بومزراق المقراني والسيد عزيز بن الشيخ الحداد.
وانتشرت الثورة إلى أعماق الصحراء حيث استولى بن شهرة على تقرت وورقلة، واستولى الأمير محي الدين على نقرين وتبسة وفي أثناء ذلك كان استشهاد المقراني (15 صفر 1288هـ/6 ماي 1871م) في مكان يعرف (بسفلات) قرب مدينة عين بسام، ثم وفي (23 ربيع الثاني- 13 جويلية 1871م) ألقي القبض على الشيخ الحداد ولما تغير الحال في الشمال قرر آل المقراني الاعتصام بالصحراء، فكان لابن شهرة الفضل في دخول المقراني إلى تونس.
وبعد وقوع بومزراق وبوشوشة في الأسر وتمكن الجيش الفرنسي الاستيلاء على تقرت وورقلة تفرق المجاهدون في أنحاء البلاد، فمنهم من لجأ إلى تونس، ومنهم من ذهب إلى طرابلس الغرب وبقي بن شهرة وحده ينازل جيش الاحتلال فكان يشن عليه بعض الهجومات من الجريد ونفزاوة التونسيتين، ثم دخل إلى تونس لاجئاً.
وفي (27 ربيع الثاني 1292هـ/2 جوان 1875م) أرغمه باي تونس على الرحيل، فركب الباخرة من مرسى حلق الوادي إلى بيروت، وكان برفقة الرفيق في الجهاد (محمد الكلبوتي).

واستقر ببيروت البطل ابن شهرة رفقة صديقه الحميم الأمير (محي الدين بن الأمير عبد القادر)إلى سنة (1300هـ/1883م) كما أنه اتصل بالأمير عبد القادر بنفسه بدمشق فتوسط له لدى الحكومة التونسية لبيع ما تركه بتونس عند رحيله منها، ثم كانت وفاته في سنة 1884 م فكان عمره حينها 80 سنة.

## نقاط منيرة من التاريخ بن شهرة1804-1884م
هذه جوانب من الكفاح المسلح الذي قام به ذلك الرجل العظيم أبو البطولة والشجاعة النادرة والشهامة العربية ابن ناصر بن شهرة بن فرحات شيخ قبائل الأرباع بنواحي مدينة الأغواط، وذلك الرجل الذي دام كفاحه ضد الاحتلال الفرنسي أكثر من أربع وعشرين سنة (1267-1292هـ/1851-1875م).
- ذهب ابن شهرة مع شيخ ورقلة الشريف محمد بن عبد الله إلى المدينة القرارة للتسليح والتموين، واستقر ابن شهرة بالجنوب التونسي ينتظر تطور الأحداث والفرص لاستئناف الجهاد وكون حوله أنصاراً وأعواناً من أبطال تلك الجهات من اللاجئين الجزائرين، وأخذ من هنالك يشن الغارات على أعوان الفرنسيين داخل الحدود الجزائرية وشارك الشريف محمد بن عبد الله في وقائعه ضد القوات الفرنسية بتقوصة وبريزينة والرويسات (نوفمبر1853م). وفيها جرح بإحدى المعارك فالتجأ إلى واد غير.
- وفي صيف سنة 1856م قاد معركة أولاد رشاش بتبسة[2]
- وفي صيف سنة 1281هـ/1864م انتقل المترجم له متخفياً إلى ورقلة واتصل بالسيد العلا من أولاد سيدي الشيخ فاشتركا في قيادة الثورة، وكانا في يوم (02 ربيع الأول/ 06 أوت) من نفس السنة على رأس جيش عظيم من الفرسان يبلغ عددهم 15000 فارس وتقدم الجمع إلى أرض طاقين وهنالك وقعت معركة عظيمة بينهم وبين جيوش الاحتلال.
- وفي يوم 19 جمادي الأول -21 أكتوبر 1281هـ/1864م - من نفس السنة انتقل ابن شهرة صحبة مرافقيه من أولاد سيدي الشيخ والأرباع إلى ناحية وادي النساء جنوب بريزينة للاتصال بالزعيم سيدي الحاج الدين بصحراء الساورة. وأصبح هو ومن معه من الأنصار يمثلون قوة هائلة في المنطقة فأضعفتهم القوات الفرنسية بقطع صلتهم عن القوافل حتى أقعدهم الجوع.
- وفي سنة 1282هـ/1864م رجع ابن ناصر بن شهرة وسي العلا إلى مدينة ورقلة.
- وفي ربيع سنة 1283هـ/1866م توجه المترجم له صحبة سي الزبير وابن أخيه سي أحمد بن حمزة من زعماء ثورة سيدي الشيخ إلى مدينة المنيعة ومنها انتقل بطلنا ابن شهرة إلى عين صالح لتجنيد المجاهدين من توات والشعانبة من التوارك أيضا.
- وفي شهر شوال 1285هـ/جانفي 1869م اشتعلت نار الحرب بعين ماضي وكانت هناك معركة هائلة بين قوات الاستعمار الممتازة في سلاحها وتنظيمها وعددها وبين الجيش الجزائري المجاهد الذي لم يتجاوز عدده في هذه المعركة الثلاثة آلاف فارس وألفا من المشاة بسلاحه العتيق البالي فكانت الغلبة طبعا للقوة.
- وفي شهر ذي الحجة 1285هـ/مارس 1869م من هذه السنة التحق مترجمنا ابن شهرة المكافح الشهير بوشوشة الذي كان يرأس جيش الشعابنة ومتليلي وشعانبة المواضي بالمنيعة وأهل توات، وجاء معه عدد من المجاهدين فالتقيا في قرى المحرق وقنيفيد على الضفة اليسرى لوادي مزي فانضموا كلهم إلى بوشوشة وفيها كان الاستلاء على مدينة المنيعة وطرد قائدها جعفر المعين من طرف السلطة الفرنسية.
- وفي بلدة نفطة جنوب غربي تونس اجتمع ابن شهرة باخوانه في الإجهاد الذين كان منهم محي الدين بن الأمير عبد القادر وأولاد البطل الشعانبي السوفي بوطيبة بن عمران ومحمد بوعلاق التونسي وجميعهم كان في ضيافة وتأييد الشيخ مصطفى بن محمد بن عزوز الجزائري رئيس الزاوية الرحمانية هناك، ومن هناك ارسالها انتشرت رسائل ابن شهرة وصاحبه محي الدين بن الأمير عبد القادر التي أرسلاها إلى القبائل والعشائر الجزائرية في استنهاضها للجهاد، والتحقت يومئذ الأرباع يومئذ بقائدها ابن ناصر بن شهرة ملبية لدعواه... قال رين: أرسل إلينا الرؤساء الموالون لنا عدداً كثيراً من هذه الرسائل، وقد تجمع لدى القائد العسكري لناحية بسكرة نحو 44 رسالة كلها محفوظة في وثائق الولاية، وكان على بعضها ختم الأمير محي الدين وعلى بعضها ختم ابن ناصر بن شهرة، فمنها ما كان مرسلاً إلى رئيس زاوية تماسين، ومنها ما أرسل إلى السيد باي آغا تقرت وورقلة وإلى رؤساء وأعيان الطرود بسوف وإلى الأغواط ومتليلي ومزاب وإلى الشريف بوشوشة وإلى المخادمة والشعانبة وسعيد عتبة بورقلة وغيرهم...
- وفي شهر صفر 1287هـ/مايو 1870م ايتقر مترجمنا بن شهرة صحبة رفيقه الأمير محي الدين بعين صالح ومعهما ثوار الصحراء الشرقية وهناك التقت جيوشهما بجيوش الشعانبة بقيادة بوشوشة، وثوار أولاد سيدي الشيخ بزعامة سي الزوبير، وفي النفس الوقت كانت الثورة مشتعلة في الشمال بقيادة المجاهد الحاج محمد بن الحاج أحمد المقراني والشيخ ابن الحداد رئيس الزاوية الرحمانية في صدوق تحت قيادة بومزراق المقراني والسيد عزيز بن الشيخ الحداد وانتشرت الثورة من الساحل وفي الجبال إلى أعماق الصحراء حيث استولى ابن ناصر بن شهرة على تقرت وورقلة واستولى الأمير محي الدين على نقرين وتبسة....
- وفي أثناء ذلك كان استشهاد المقراني (15 صفر 1288هـ/06 ماي 1871م) في مكان يعرف بسفلات قرب مدينة عين بسام، ثم في 23 ربيع الثاني- 13 جويلية – ألقي القبض على الشيخ الحداد بعدما تكبد الفرنسيون خسائر كبيرة واضطروا إلى خوض أكثر من 340 معركة اشتبكت فيها جنودهم بالقوات الجزائرية المجاهدة.
- وفي 13 ماي 1871م إنتهز محمد بن التومي بن إبراهيمالمعروف ب» بوشوشة «فرصة غياب الآغا علي باي الموجود بعساكره بعين الناقة، واستولى على مدينة تقرت بعد القضاء على الثكنة التي كانت تحت قيادة الملازم» موسيلي « Mousselli ونصب ناصر بن شهرة كخليفة لمدة (07) أشهر.[5]
- ولما انتقلت الحال في الشمال وتغيرت الأحوال قرر آل المقراني الاعتصام بالصحراء فكان لمترجمنا الفضل في تمكين آل المقراني من الدخول إلى أرض تونس ثم أنه بعد وقوع بومزراق وبوشوشة في الأسر واستيلاء الجيش الفرنسي على مدينة تقرت وورقلة يئس الناس من نجاح الثورة –في هذه المرحلة- وتفرق المجاهدون في أنحاء البلاد، فمنهم من لجأ إلى تونس، ومنهم من ذهب إلى طرابلس الغرب وبقي مترجمنا الناصر بن شهرة وحده ينازل جيش الاحتلال ويصاوله فكان يشن عليه بعض المناوشات من الجريد ونفزاوة، ثم دخل مدينة تونس لاجئاً.
- وفي 27 ربيع الثاني 1292هـ-02 جوان 1875م أرغمه باي تونس على الرحيل فركب الباخرة من المرسى حلق الوادي إلى بيروت وكان برفقته رفيقه في الجهاد الجيش محمد الكلبوتي، وفي بيروت استقر ابن شهرة بجوار صديقه الأمير محي الدين بن الأمير عبد القادر إلى سنة 1300هـ/1883م كما أنه اتصل بعبد القادر الجزائري نفسه بدمشق فتوسط له لدى الحكومة التونسية لبيع ما تركه بتونس عند الرحيل من أثاث وغيره، ثم كانت وفاته في السنة بعدها فيكون عمره يومئذ ثمانين سنة.[6]

## هوامش
1. ↑  جزايرس : عرض أوبيرات »البطل ابن الناصر بن شهرة« نسخة محفوظة 19 يناير 2018 على موقع واي باك مشين.
2. 1 2  تاريخ تبسة وجهاد اهلها في القرن 19 م (الجزء السادس ) نسخة محفوظة 06 نوفمبر 2016 على موقع واي باك مشين.
3. ↑  الا حتلال الفرنسى يد خل مد ينة الاغواط نسخة محفوظة 05 نوفمبر 2016 على موقع واي باك مشين.
4. ↑  قبر المناضل بن ناصر بن شهرة نسخة محفوظة 10 يناير 2020 على موقع واي باك مشين.
5. ↑  ورقلة عبر التاريخ [وصلة مكسورة] نسخة محفوظة 2020-05-23 على موقع واي باك مشين.
6. ↑  الصحراء الجزائرية تقاوم الاحتلال الناصر بن شهرة ملاح الرمال نسخة محفوظة 11 ديسمبر 2017 على موقع واي باك مشين.